# Saint-Paul-de-Jarrat
Saint-Paul-de-Jarrat is een gemeente in het Franse departement Ariège (regio Occitanie). De plaats maakt deel uit van het arrondissement Foix. Saint-Paul-de-Jarrat telde op 1 januari 2022 1.354 inwoners.

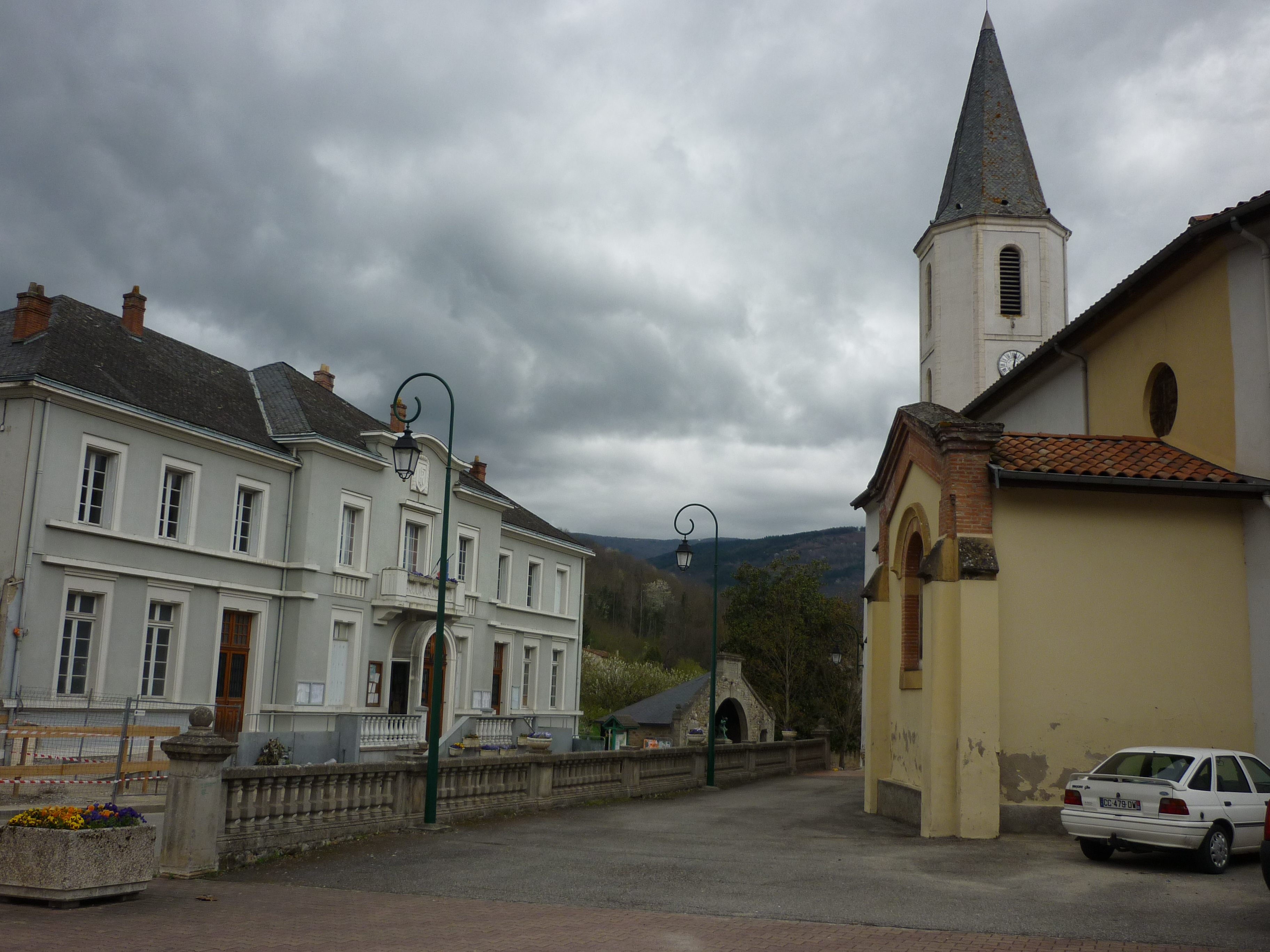
Gemeentehuis en kerk
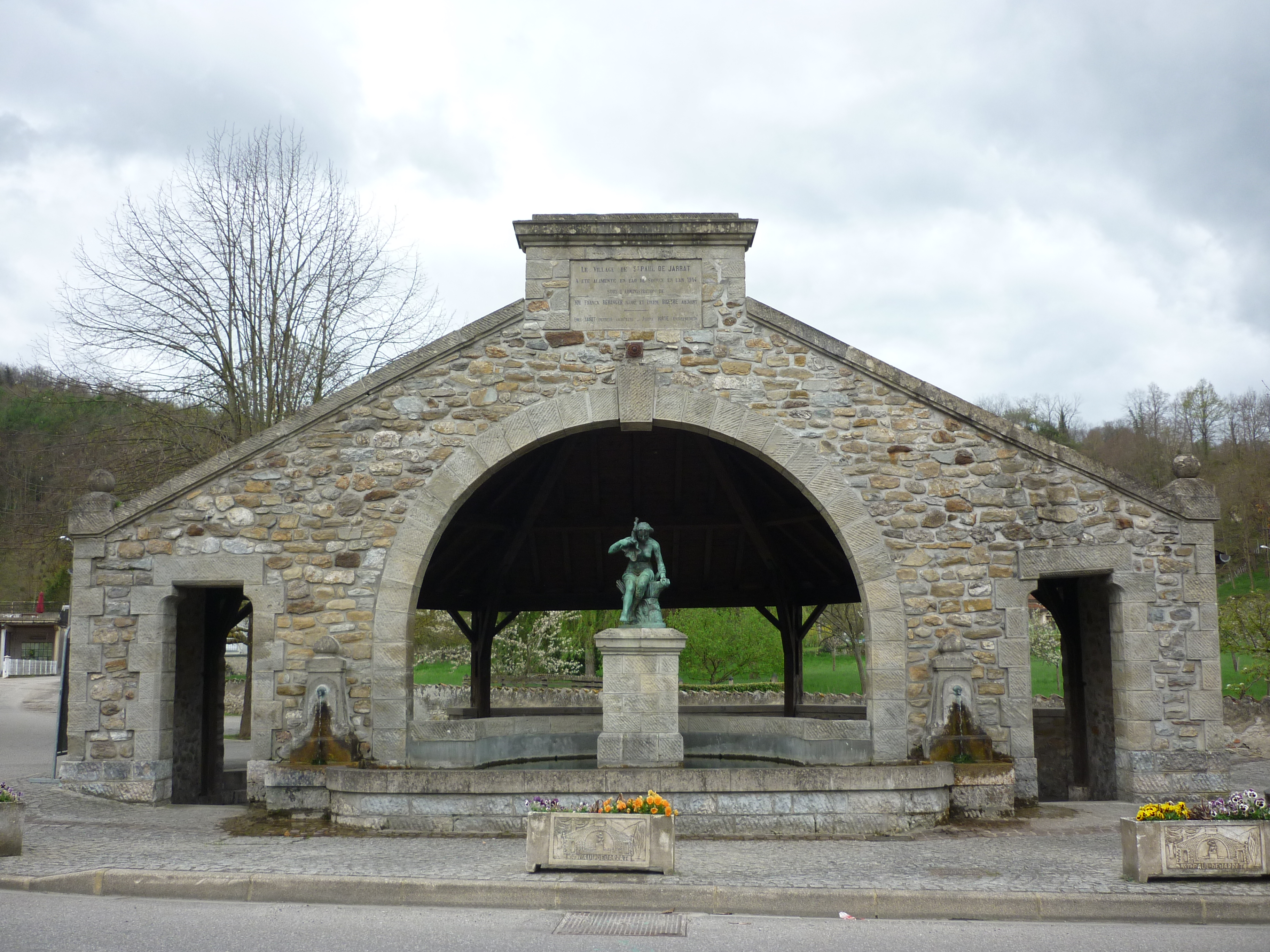
Fontein

## Geografie
De oppervlakte van Saint-Paul-de-Jarrat bedroeg op 1 januari 2022 22,51 vierkante kilometer; de bevolkingsdichtheid was toen 60,2 inwoners per km².
De onderstaande kaart toont de ligging van Saint-Paul-de-Jarrat met de belangrijkste infrastructuur en aangrenzende gemeenten.

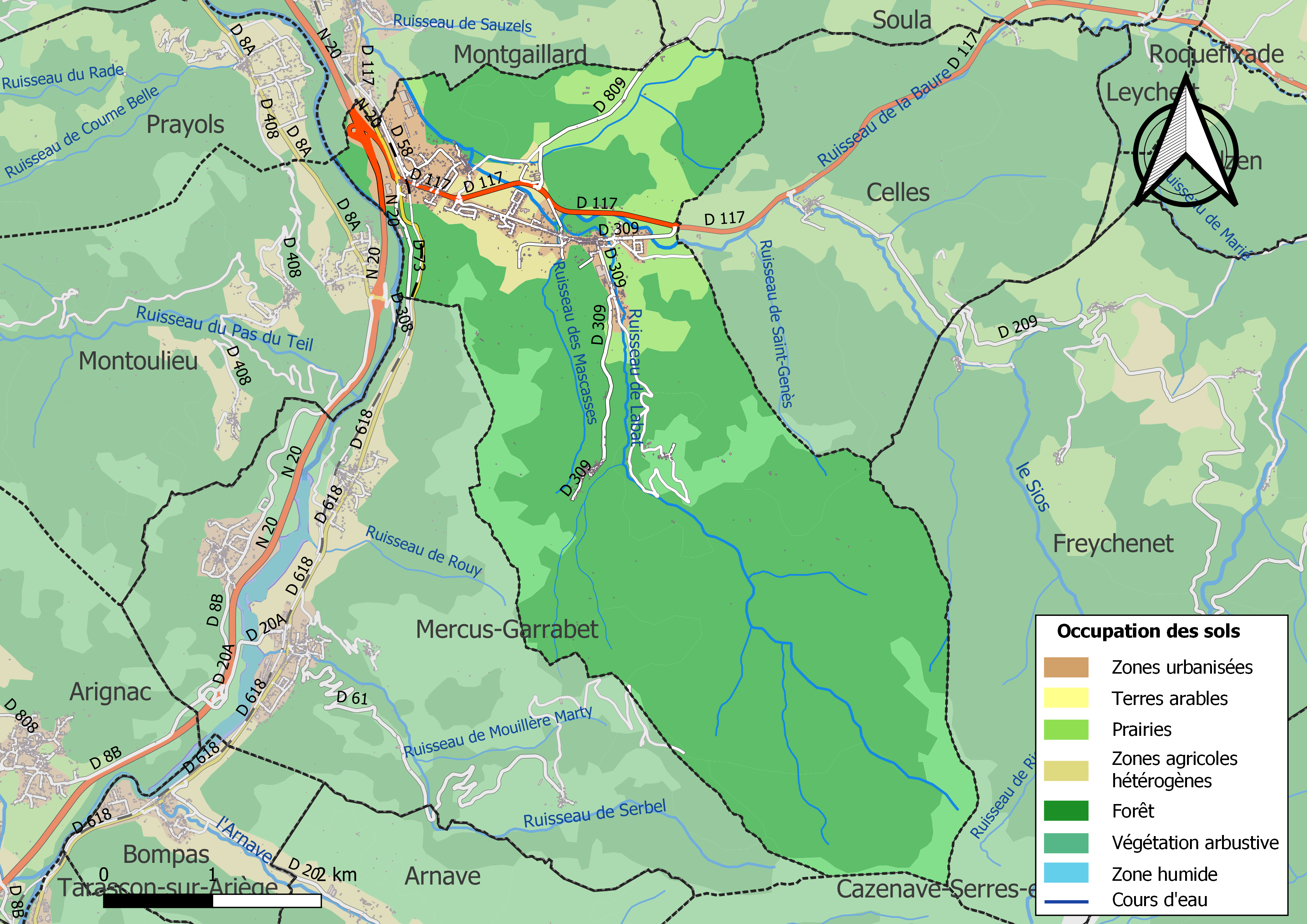

## Verkeer en vervoer
In de gemeente ligt spoorwegstation Saint-Paul-Saint-Antoine.

## Demografie
Onderstaande figuur toont het verloop van het inwonertal (bron: INSEE-tellingen).

Vanwege een beveiligingsprobleem met de MediaWiki Graph-software is het momenteel niet mogelijk deze grafiek weer te geven. Zodra de software is bijgewerkt zal de grafiek vanzelf weer zichtbaar worden.